# Metriocnemus tusimoveweus
Metriocnemus tusimoveweus är en tvåvingeart som beskrevs av Sasa och Suzuki 1999. Metriocnemus tusimoveweus ingår i släktet Metriocnemus och familjen fjädermyggor. Inga underarter finns listade i Catalogue of Life.